# Яневич Михайло Васильович
Михайло Васильович Яневич (1884 — ?) — український науковець, ректор Волинського інституту народної освіти. 

## Біографія
М. В. Яневич народився 7 травня 1884 року в селі Яйно Ковельського повіту Волинської губернії в багатодітній родині сільського священика. Михайло рано втратив батька, який помер 16 липня 1889 року, а трохи пізніше померли його середній брат і сестра — двоє з п’яти дітей родини Яневичів. Невдовзі родина Яневичів переїхала в село Малий Житин Рівненського повіту. 
Михайло навчався у початковій сільській школі Малого Житина, а згодом — у нижчій і середній духовній школах в м. Моційові Любомльського повіту, у Крем’янці та Житомирі. Весь час Михайло вчився дуже старанно, в дусі традиції роду. 
У 1905 році, продовжуючи батьківську династію, Михайло Яневич вступив до Санкт-Петербурзької духовної академії. Навчаючись в академії, Михайло також відвідував як вільний слухач лекції з філософії та інших дисциплін у Санкт-Петербурзькому університеті, брав участь у роботі університетського Філософського товариства, фактично отримуючи другу освіту в галузі філософії та педагогіки. 
По закінченні академії Михайло Васильович працює викладачем філософії та пропедевтики в Тифліській духовній семінарії, де зарекомендував себе як відомий спеціаліст із філософії та педагогіки. Там же він закінчив і захистив магістерську дисертацію, розпочату ще під час навчання в Санкт-Петербурзі. 
Як талановитий і перспективний науковець М. В. Янович в 1914 році був направлений продовжувати навчання та наукову роботу до Берліна. Але працювати і навчатись за кордоном йому не судилося, оскільки незабаром почалася Перша світова війна. Наприкінці цього ж року М. В. Яневич повертається на свою батьківщину, у Житомир. 

## Робота уВолинському інституті народної освіти
На запрошення Житомирського земства Михайло Васильович починає працювати на дворічних підготовчих педагогічних курсах. В цей час проблемам народної освіти приділялась велика увага. У 1918—1922 роках М. В. Яневич працює інструктором підвідділу соціального виховання, а у 1923—1926 роках — деканом Волинського інституту народної освіти. В цей же період у 1924—1925 роках він виконував обов’язки ректора цього інституту. 
Михайло Васильович працював в інституті до 30-х років, викладаючи логіку, загальну педагогіку, педологію, соціальне виховання, історію філософії і історію педагогіки. Інформація про його подальшу долу відсутня. 

## Опубліковані праці
- На рубежі двох віків
- Ульриця Г. — як представник теїзму